# Mamborama
Mamborama (nom formé de Mambo et Panorama) est un groupe de salsa avec des influences jazz/R&B, formé de musiciens nord américains et cubains, fondé par le pianiste californien Bill Wolfer, compositeur et producteur nommé aux Grammy Awards.
Bill Wolfer a pris des cours de piano avec Manolito Simonet (de Manolito Y Su Trabuco), et Marcos Greco (de Klimax).
Sur le second album du groupe on peut noter la présence en tant qu'artistes invités de : Sixto Llorente "El Indio," Manolito Simonet, Cesar "Pupy" Pedroso (pianiste de Los Van Van) et Giraldo Piloto (leader de Klimax).
Leur musique a été utilisée pour le show American Family sur la chaîne de télévision américaine PBS.

## Musiciens
- Bill Wolfer : piano, minimoog, chant
- Alan Diaz  : batterie, chant
- Bill Saitta  : basse, chant
- Humberto “Nengue” Hernandez  : congas, bongos, maracas, güiro
- Jimmy Branly (Branley?)  :  timbales
- Rod Kokolj  : saxophone ténor, flûte
- John Gronberg  : trompette, bugle, chant

Musiciens invités
- Luis Eric : trompette
- Art Webb : flûte
- Susie Hansen : violon